# Kajjansi
Kajjansi ist eine Siedlung in der Central Region in Uganda. Sie befindet sich im Distrikt Wakiso und hat den Status einer Town innerhalb des Distrikts. Dank ihrer günstigen Lage nördlich der Stadt Kampala verzeichnet sie ein rasantes Bevölkerungswachstum.

## Lage
Kajjansi liegt an der asphaltierten, allwettertauglichen Kampala-Entebbe Road. Kajjansi liegt etwa 16 Straßenkilometer südlich von Kampala, Ugandas Hauptstadt und größter Stadt, und etwa 25 Straßenkilometer nördlich vom Entebbe International Airport, Ugandas größtem zivilen und militärischen Flughafen.

## Bevölkerung
Im August 2014 bezifferte eine Volkszählung die Einwohnerzahl auf 92.916.